# Simodera latifolia
Simodera latifolia är en insektsart som beskrevs av Lucien Chopard 1952. Simodera latifolia ingår i släktet Simodera och familjen vårtbitare. Inga underarter finns listade i Catalogue of Life.